# 1315 Bronislawa
Az 1315 Bronislawa (ideiglenes jelöléssel 1933 SF1) egy kisbolygó a Naprendszerben. Sylvain Julien Victor Arend fedezte fel 1933. szeptember 16-án.